# Foire aux chameaux de Pushkar

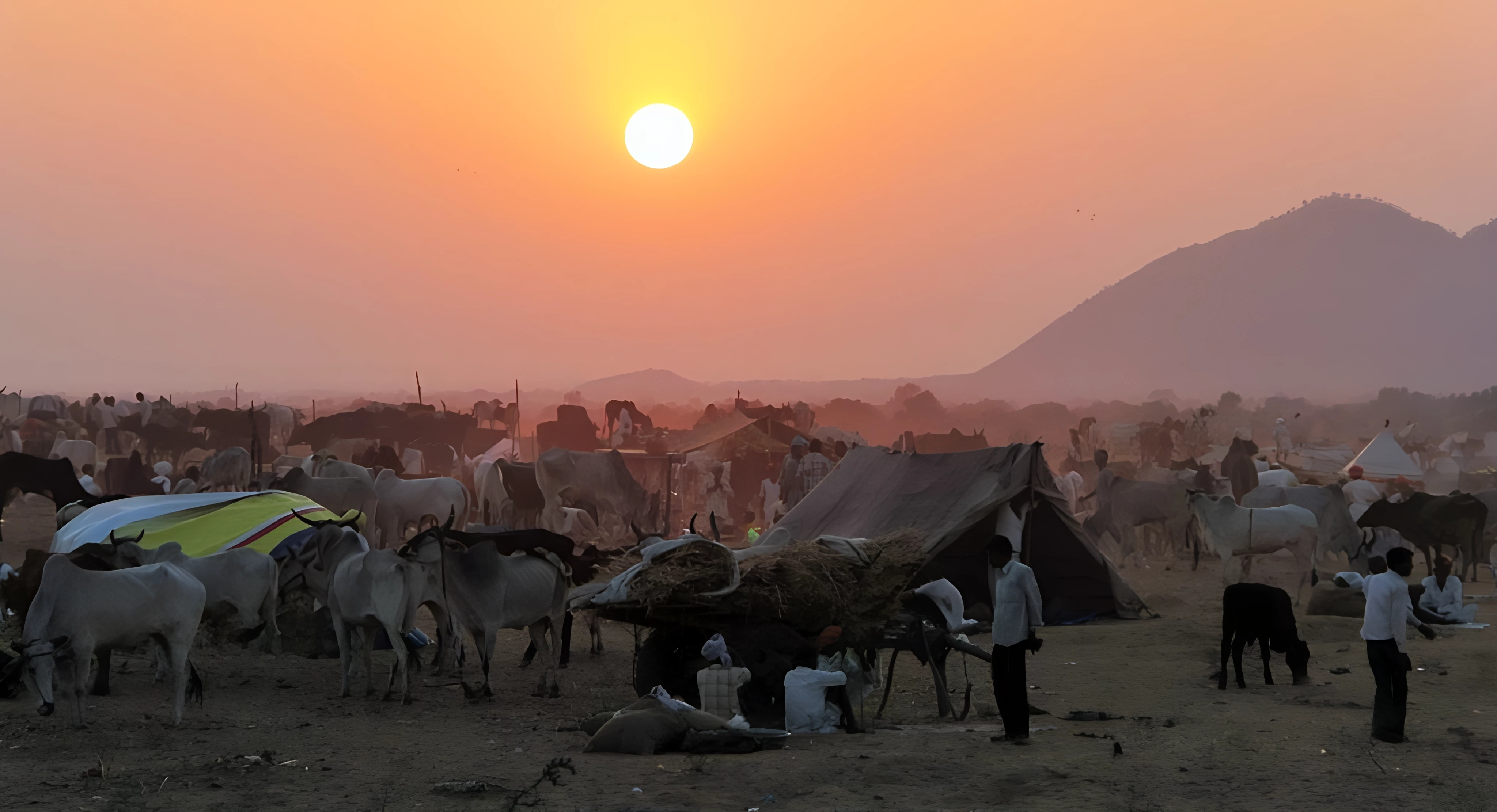
La foire aux chameaux de Pushkar

Le plus grand marché aux chameaux de l'Inde se tient chaque année dans la ville de Pushkar (Hindi: पुष्कर) appelée aussi Pokkar ou Pushkaranagaram (en sanskrit), une ville de l'État indien du Rajasthan située à 11 km de la ville d'Ajmer, en bordure du désert du Thar (Rajasthani: थार मरुधर, Hindi: थार मरुस्थल) — appelé aussi le Grand Désert indien ou Mârusthali, le Pays de la mort, un désert qui s'étend sur 200 000 km².

## Historique

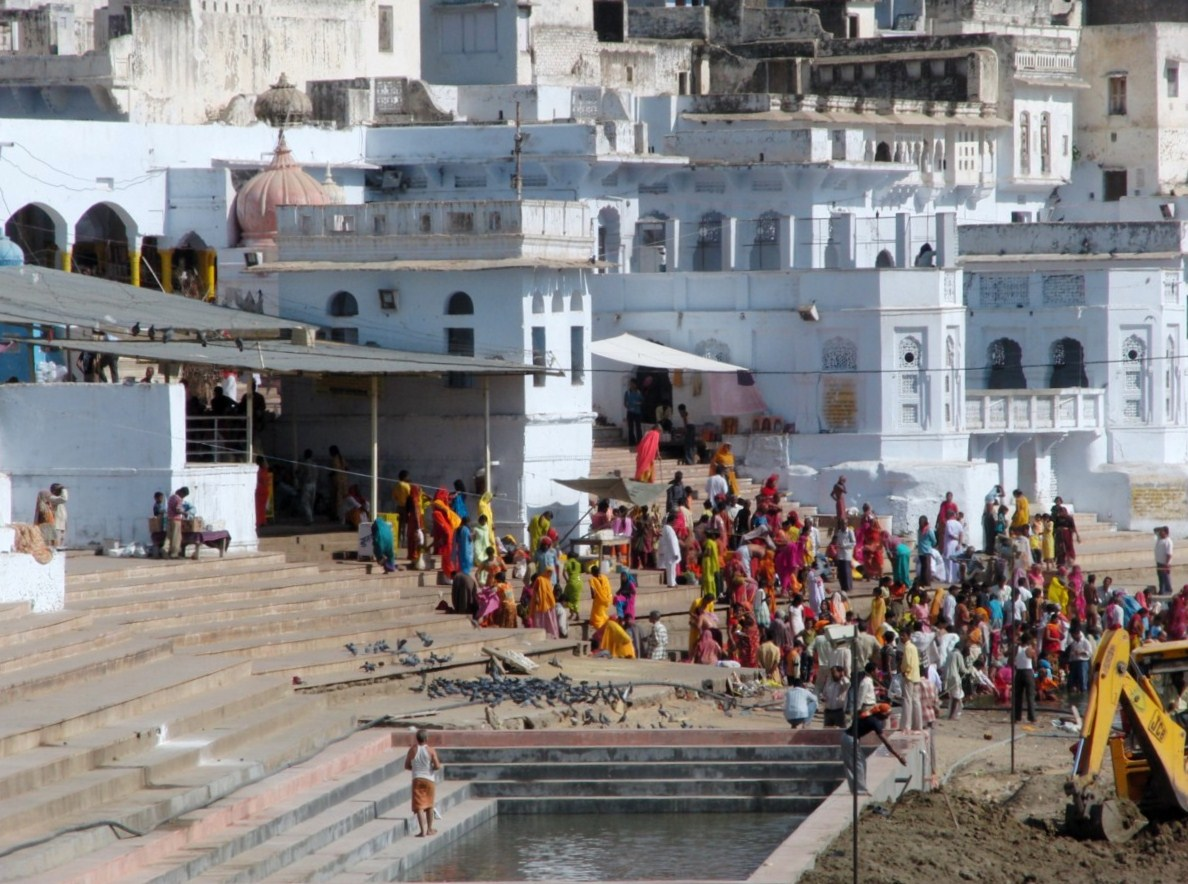
Pushkar.- Le lac sacré

Pushkar est un haut lieu de pèlerinage dans l'hindouisme. Une grande fête religieuse, donnée en l'honneur du dieu Brahma, le dieu de la ville, inaugure ainsi la foire aux chameaux. 
Au moment de la pleine lune de Kartik Purnima (en) une procession religieuse draine, selon le "Répertoire impérial de l'Inde", cent mille pèlerins qui viennent invoquer et vénérer le dieu Brahma, sur les rives du lac sacré en descendant, par l'un des 52 ghats, afin de s'y baigner.

## Description

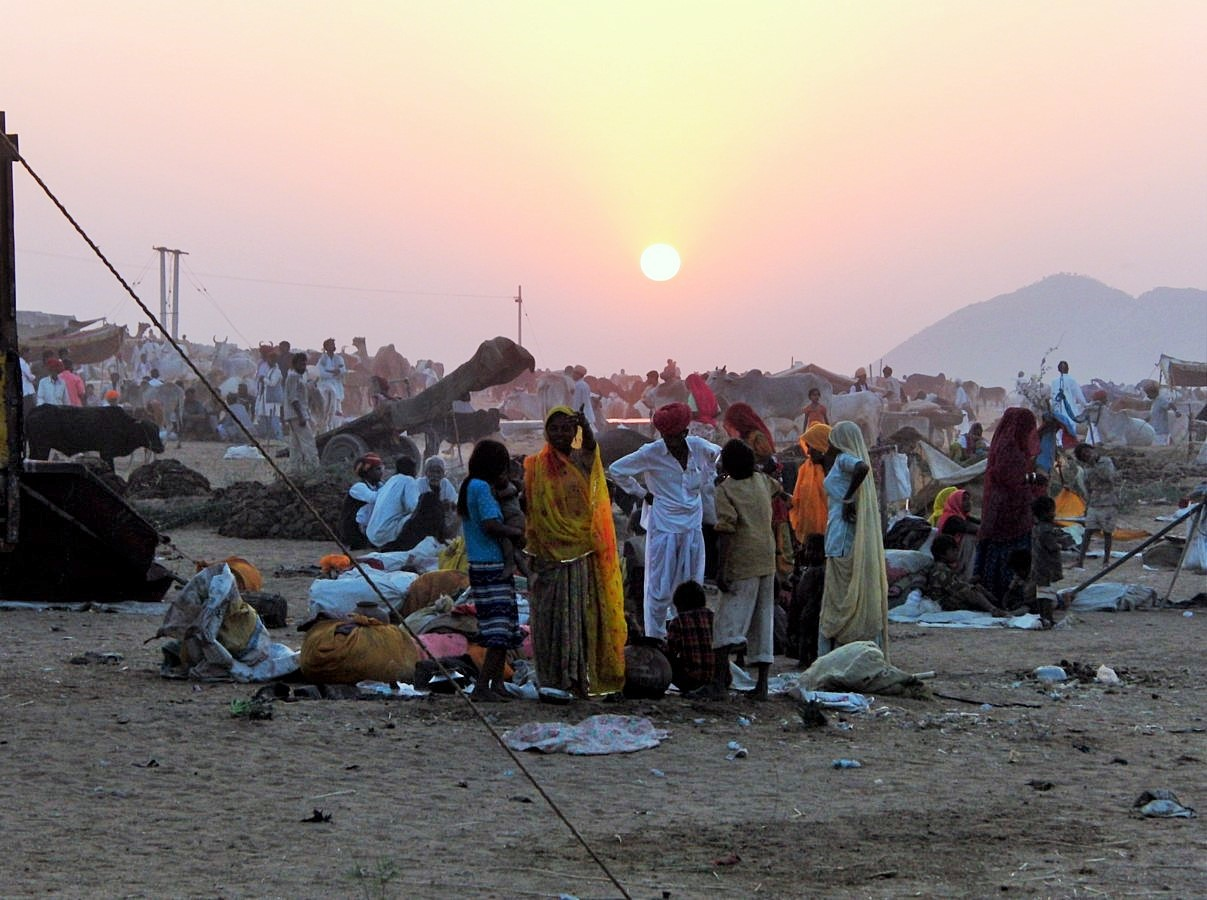
La foire aux chameaux de Pushkar

Le marché est célébré pendant cinq jours de Ekadashi, (sanskrit, IAST ekadaśī, Devanagari: एकादशी). Il s'étend de Prabodhini Ekadashi à Kartik Poornima, le soir de la pleine lune de Kartika (Kartik) - novembre) dans le calendrier hindou. Ce jour est capital, car selon la légende, c'est celui où le dieu hindou Brahma est remonté vers le lac Pushkar, et c'est pourquoi beaucoup de personnes viennent nager dans ses eaux qui sont sacrées.
Durant douze jours, le Mela (rassemblement) se tient sur une plaine de sable, où se déroulent de nombreuses activités:
- des courses de chameaux ont lieu avec le concours des plus beaux spécimens somptueusement caparaçonnés;
- des manèges, une grande roue, sont dressés sur la plaine concerts;
- des compétitions en tout genre comme celle la plus longue moustache «matka phod», et celle de la plus belle mariée, sont lancées;
- des compétitions sportives sont organisées , ainsi qu'une rencontre de cricket ouverte en open.

## Retombées économiques

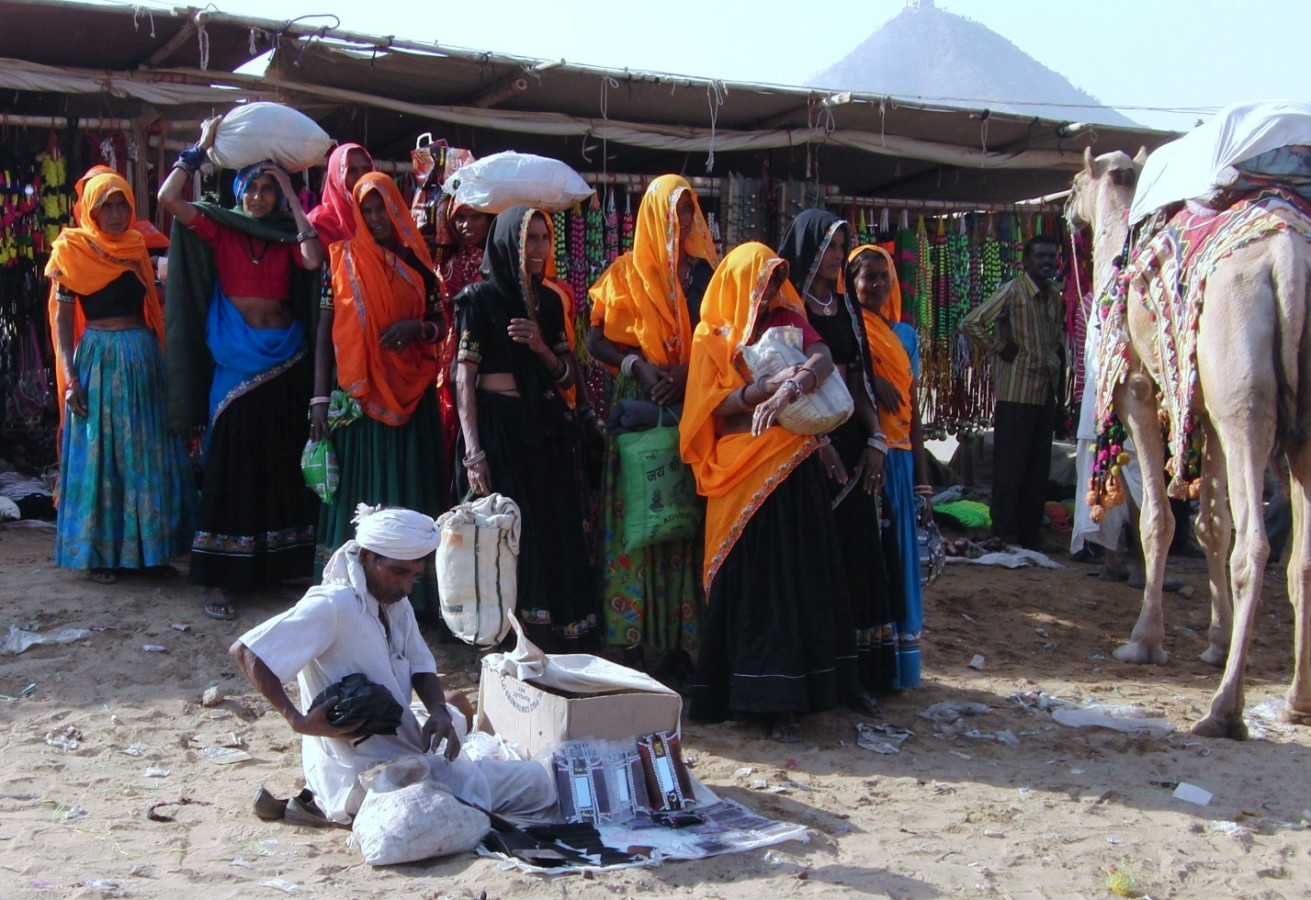
Mela des femmes lors de la foire de Pushkar

La foire aux chameaux est un lieu d'échanges au cours duquel s'achète et se vend un important cheptel de chameaux, de vaches, de moutons et de chèvres. De plus parallèlement à la foire il a de nombreuses boutiques, échoppes, et petits stands pour lesquels toutes les transactions sont effectuées dans le respect de la tradition hindouiste, c'est-à-dire avant le Kartik Purnima (la pleine lune). 
Cette foire attire entre quatre mille et six mille personnes qui se pressent chaque jour sur les rives du lac Pushkar, des chameliers du désert de Thar et des milliers de pèlerins, sans oublier les nombreux touristes en provenance du monde entier.